# Michael Holroyd
Michael de Courcy Fraser Holroyd (Londres, 27 de agosto de 1935) es un biógrafo inglés.

## Biografía
Holroyd nació en Londres, hijo de Basil de Courcy Fraser Holroyd (descendiente del tatarabuelo de John Baker Holroyd, primer conde de Sheffield) y su esposa, Ulla Knutsson-Hall.
Se educó en el Colegio Eton, aunque a menudo ha reclamado la Biblioteca Pública de Maidenhead como su alma mater. Holroyd está casado con la autora Dame Margaret Drabble. En 1964 publicó su primer libro, una biografía del escritor Hugh Kingsmill; su reputación se consolidó en 1967-1968 con la publicación en dos volúmenes de la vida de Lytton Strachey —que el dramaturgo Christopher Hampton utilizó posteriormente de forma extensiva al escribir el guion de la película Carrington de 1995—. Holroyd también ha escrito biografías de Augustus John y, en cuatro volúmenes, de Bernard Shaw. Su libro A Book of Secrets: Illegitimate Daughters, Absent Fathers (2010) trata de la Villa Cimbrone en el Golfo de Salerno y de las figuras literarias y sociales eduardianas que vivieron allí, como Ernest Beckett, 2º Barón Grimthorpe. Lytton Strachey: A Critical Biography (1967, 1968) se convirtió en la obra definitiva de Holroyd. Publicó una versión revisada en 1994 con el subtítulo de The New Biography.
Holroyd fue presidente de la Sociedad de Autores, 1973-1983, y de 1985 a 1988 fue presidente de la rama inglesa de PEN International. También es presidente de la Shaw Society. Entre sus premios se encuentran el Premio Literario Heywood Hill de 2001 y el Premio David Cohen de literatura de 2005. En 2006, recibió el Premio PEN de Oro del PEN inglés por «el servicio distinguido de toda una vida dedicada a la literatura». Fue presidente de la Real Sociedad de Literatura de 2003 a 2008 y fue nombrado caballero en la Lista de Honores de Año Nuevo de 2007. Holroyd es un mecenas de Dignity in Dying.